# 絞盤

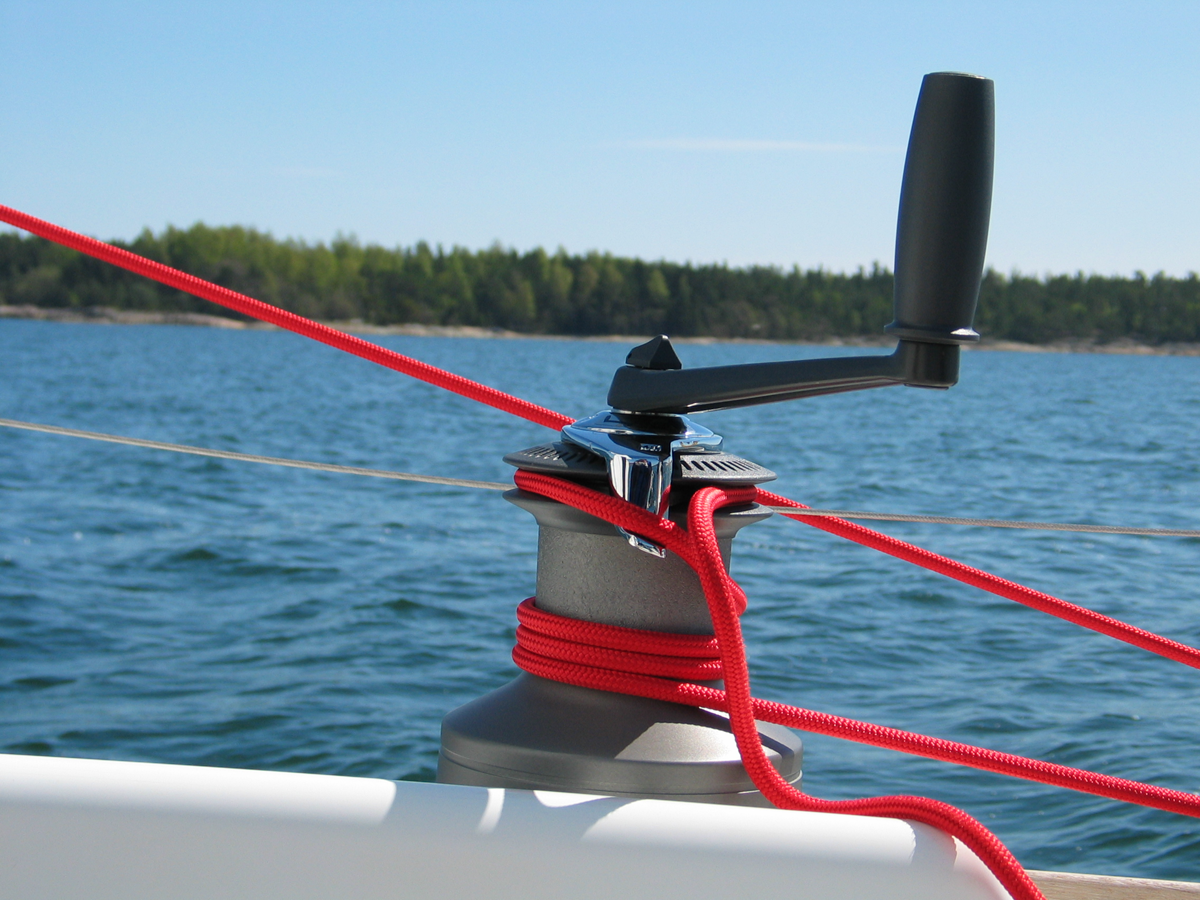
简单绞盘

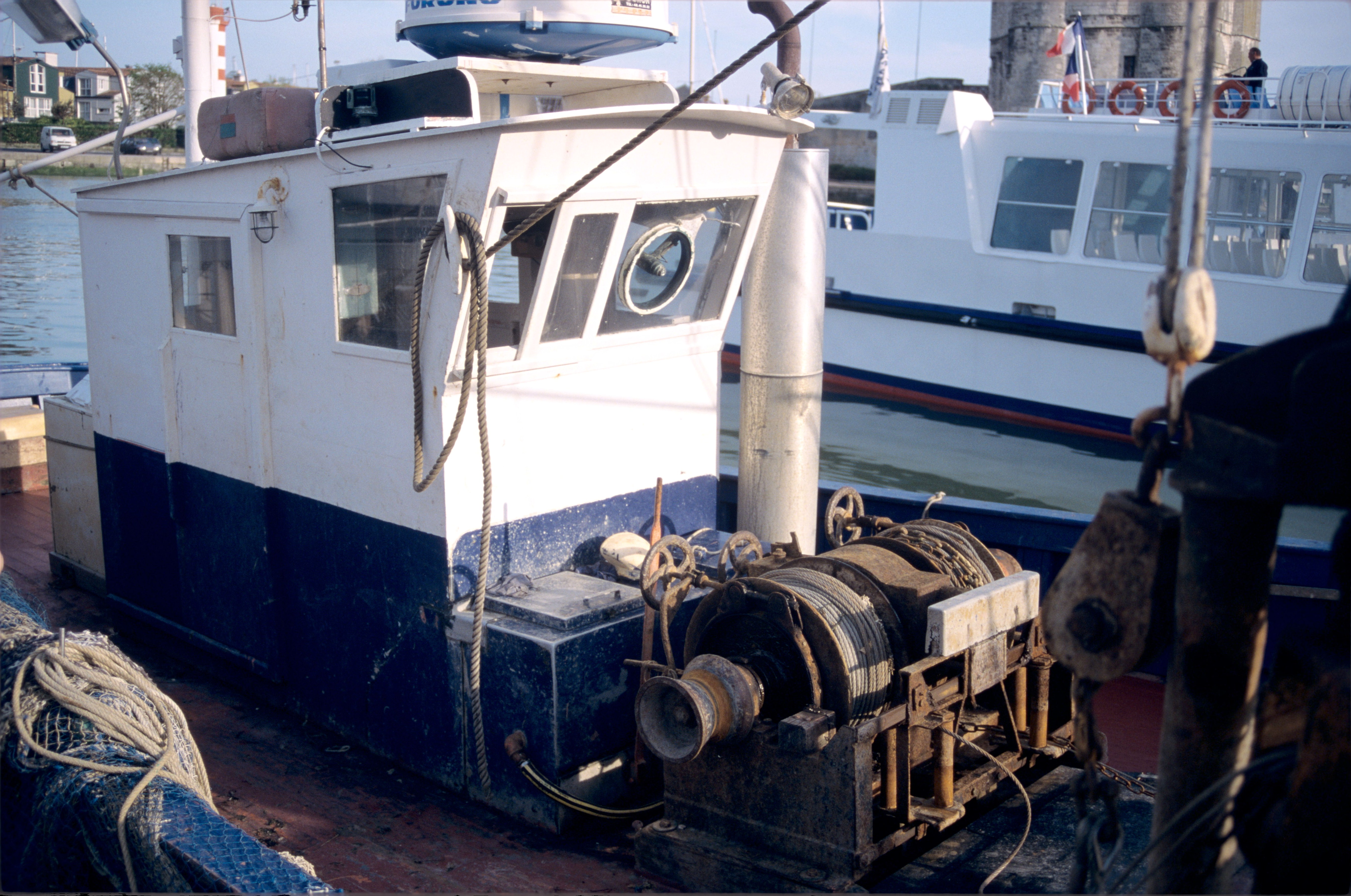
渔船上的绞盘

绞盘是一种机械，用于拉动（卷起）或放出（放出）绳索。
简单的绞盘由线轴及杠杆组成。绞盘是拖车、蒸汽铲和电梯等设备的基础。复杂的绞盘有齿轮组件，可以由电动、液压、气动或内燃机驱动。它可能包括电磁制动器和/或机械制动器或棘轮和棘爪，除非棘爪缩回，否则可防止其松开。绳索可以缠绕在绞盘上。在帆船上修剪绳索时，船员用一只手转动绞盘手柄，同时用另一只手拉动尾端以保持转弯时的张力。一些绞盘有锁来保持张力。